# Jonas Furrer
Jonas Furrer (Winterthur, 3 marzo 1805 – Ragaz, 25 luglio 1861) è stato un politico, avvocato e giurista svizzero. Fu consigliere federale e primo presidente della Confederazione svizzera.

## Biografia
Figlio di Jonas Furrer, maestro fabbro, e di Anna Magdalena Hanhart. Frequentò le scuole primarie a Winterthur in seguito proseguì gli studi superiori a Zurigo, a Heidelberg nel 1824 e a Gottinga dal 1825 al 1826, conseguendo la laurea in giurisprudenza. Nel 1828 divenne giurista a Winterthur e nel 1829 procuratore cantonale, nel 1832 ottenne il brevetto di avvocato e nel 1838 gli fu conferito il dottorato h.c. dell'Università di Zurigo. Nel 1832 sposò Friederike Sulzer, figlia di Johann Heinrich Sulzer.

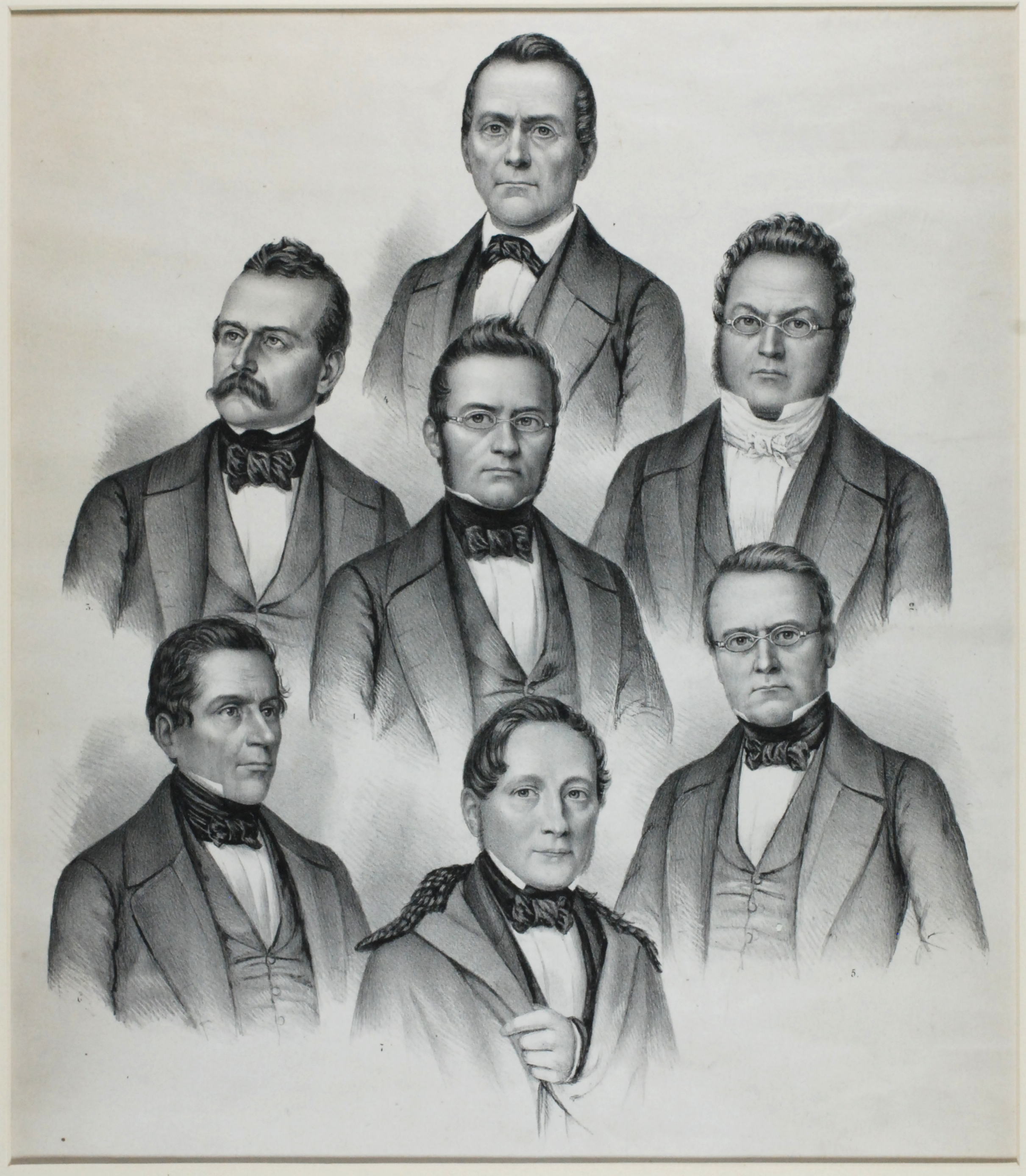
Illustrazione dei primi membri del Consiglio federale del 1848, con Jonas Furrer al centro

Jonas Furrer era massone, iniziato nella Loggia "Akazia" di Winterthur, e nel 1844 fu eletto Grande Oratore della Gran Loggia Svizzera Alpina.A 29 anni fu eletto nel Gran Consiglio zurighese, dove resterà dal 1834 al 1839 e dal 1842 al 1848. Leader dell'opposizione liberale contro il governo conservatore di Johann Caspar Bluntschli, fu primo borgomastro di Zurigo e presidente del Consiglio di Stato a partire dal 1845, divenendo una figura dominante della vita politica zurighese.
Fu una figura di spicco anche nella vita politica federale, facendo parte della commissione dei Sette che si occupò di trovare una soluzione al conflitto del Sonderbund nel 1847 e venendo eletto dal popolo zurighese nel Consiglio degli Stati nel 1848. Partecipò alla stesura della nuova Costituzione federale e per tale motivo l'Assemblea federale lo elesse primo presidente della Confederazione svizzera, carica che rivestì nel 1848, 1849, 1852, 1855 e 1858. Resse vari dipartimenti, in particolare quello di giustizia e polizia dove regolò la questione della cittadinanza degli apolidi e elaborò nel 1850 una legge a tutela dei matrimoni interconfessionali. Regolò, introducendo il concetto di giustizia amministrativa, i conflitti di competenze che si producevano tra Confederazione e Cantoni. Viene annoverato fra le figure importanti e carismatiche dell'appena costituito Stato federale.